# Stargate (videojuego)
Stargate (también conocido como Defender II) es un juego de arcade lanzado en 1981 por Williams Electronics. Creado por Eugene Jarvis y Larry DeMar, es una secuela del juego Defender de 1980, y fue la primera de las tres únicas producciones de Vid Kidz, una casa de desarrollo independiente formada por Jarvis y DeMar.
Esta secuela agrega nuevas naves a la flota alienígena, incluidos Firebombers, Yllabian Space Guppies, Dynamos y Space Hums. La nave Defender ahora está equipada con un dispositivo de camuflaje Inviso, que hace que la nave sea invulnerable cuando se activa, pero tiene una carga limitada. Un Stargate transporta la nave a cualquier humanoide en problemas. Hay dos etapas especiales: el Yllabian Dogfight, que aparece por primera vez en la ola 5 y se repite cada 10 olas; y Firebomber Showdown, que aparece por primera vez en la oleada 10 y también se repite cada 10 oleadas.

## Problemas legales
El nombre de Defender II se usó en algunos lanzamientos de videojuegos caseros, debido a problemas legales (de acuerdo con el material extra para Midway Arcade Treasures, Williams quería "asegurarse de que pudieran tener la marca registrada" en el nombre de Defender). El nombre Defender II se ha utilizado en muchos de sus puertos de origen y apariciones en compilación de juegos; sin embargo, nunca hubo unidades de arcade Defender II. Para complicar las cosas, el puerto Atari 2600 se vendió originalmente bajo el apodo de Stargate, pero se renombró a Defender II para su posterior relanzamiento.

## Jugabilidad
El jugador vuela una pequeña nave espacial sobre un paisaje montañoso y largo. La tierra está habitada por un pequeño número de humanoides. El paisaje se envuelve, por lo que volar constantemente en una dirección hará que el jugador vuelva a su punto de partida. La nave del jugador puede volar a través del paisaje sin ser destruida.
Una cantidad de naves enemigas sobrevuelan el paisaje. Las responsabilidades del jugador son destruir a todos los Landers y proteger a los humanos de ser capturados.
El jugador está armado con un arma similar a un rayo que se puede disparar rápidamente en una larga línea horizontal por delante de la nave espacial, y también tiene un suministro limitado de bombas inteligentes, que pueden destruir a todos los enemigos en la pantalla. El jugador también tiene un suministro limitado de energía de camuflaje "Inviso", lo que hace que la nave sea invisible y pueda destruir cualquier nave con el que entre en contacto.
En la parte superior de la pantalla hay un escáner similar a un radar, que muestra las posiciones de todos los alienígenas y humanos en el paisaje.

### Aliens
Hay quince tipos de alienígenas en total:
- Lander - El enemigo principal en todos los niveles. Los Landers se teletransportan al nivel en ondas escalonadas e intentan capturar humanoides descendiendo sobre ellos y arrastrándolos al aire; si llegan a la parte superior de la pantalla con un humano, los dos se fusionan en un Mutante más peligroso. Los Landers pueden disparar proyectiles al jugador.

- Mutant - Un Lander mutado. Los mutantes se dirigen al jugador a velocidad constante, disparando proyectiles. Se mueven de forma errática, lo que dificulta su disparo.

- Baiter - Una nave espacial plana e iridiscente que se teletransporta si el jugador tarda demasiado en completar un nivel. Se dirige al jugador e intenta igualar su velocidad, mientras dispara proyectiles precisos. Un oponente difícil debido a su velocidad inmejorable y pequeña sección transversal horizontal, lo que hace que sea muy difícil disparar.

- Bomber - Un alienígena en forma de caja que establece minas estacionarias en el aire.

- Pod - Un extraterrestre parecido a una estrella que irrumpe en varios Swarmers cuando se dispara.

- Swarmer - Un pequeño alienígena en forma de lágrima que se mueve muy rápido de forma ondulante. Difícil de disparar

- Firebomber - Una variación rotativa del Bombardero, que dispara bolas de fuego de alta velocidad al jugador.

- Yllabian Space Guppie - Un atacante ondulante, que ataca en enjambres y hogares en la nave.

- Phreds y Big Reds - Cuadrados alienígenas que parecen abrir y cerrar constantemente la boca. Al igual que los Firebombers, lanzan pequeñas versiones de sí mismos llamados Munchies.

- Dynamos - Naves en forma de diamante compuestos por grupos de Space Hums, que periódicamente se separan para atacar la nave de forma independiente.

Una vez que todos los alienígenas (excepto Bolas de fuego, Space Hums, Baiters, Phreds, Big Reds y Munchies) son destruidos, el jugador pasa al siguiente nivel.

## Humanoides
El juego comienza con diez humanoides que habitan el planeta. Landers intentarán capturar y fusionare con ellos durante el juego.
Para rescatar a un Humanoide de la captura, el jugador debe matar al Lander sosteniéndolo mientras está en el aire, haciendo que el Humanoide caiga. A baja altura, los humanoides pueden sobrevivir a la caída por sí solos, pero si el Lander muere a una altitud demasiado alta, el jugador debe atrapar al humanoide con su nave y devolverlo al suelo; de lo contrario, no sobrevivirá a la caída. La nave de un jugador puede transportar tantos humanoides como estén vivos en ese nivel.
Los humanoides pueden ser asesinados por el arma del jugador con la misma facilidad que los alienígenas, por lo que se requiere un objetivo cuidadoso al disparar cerca de ellos.
Si todos los humanoides son eliminados, todo el planeta explota, dejando al jugador en el espacio vacío. Esto también tiene el desafortunado efecto de convertir a cada Lander en un Mutante, haciendo que el trabajo del jugador sea muy difícil.
Cada vez que el jugador completa 5 oleadas de enemigos (es decir, en la ola 6, 11, 16 y así sucesivamente), el planeta (y sus 10 humanoides) se restaura.

### Puntaje
Además de los puntos obtenidos al eliminar alienígenas, también se otorgan puntajes por lo siguiente:
- Humanoide cayendo de nuevo al suelo sin morir: 250 puntos

- Atrapando a un humanoide que cae: 500, 1000, 1500 y 2000 puntos, dependiendo del número de humanoides que se porten en ese momento.

- Regresando un humanoide al suelo: 500 puntos

- Humanoide que sobrevive al nivel: 100 puntos por humanoide para la 1.ª ola, 200 por humanoide en la 2.ª ola hasta un máximo de 500 puntos a partir de la 5.ª ola en adelante

- Bonus humanoide de final de oleada: si todos los enemigos son destruidos y un humanoide cae al suelo, el jugador recibe un bonificador de 2.000 puntos si la nave está posicionado a nivel del suelo directamente debajo del humanoide para atrapar simultáneamente el humanoide y el lugar de vuelta en el suelo. Si el jugador simplemente atrapa al humanoide en el aire mientras está sobre el suelo, la ola termina cuando el jugador solo recibe los 500 puntos por atrapar al humanoide.

Por defecto, el jugador recibe una vida extra, una bomba inteligente y energía Inviso cada 10.000 puntos. Esta cantidad puede anularse cuando la máquina está en modo de mantenimiento.

### Controles
El sistema de control de Stargate se expande en el del juego de arcade Defender. Tiene un joystick para moverse hacia arriba y hacia abajo, un botón 'Reverse' para alternar la dirección horizontal del jugador, y un botón 'Thrust' para moverse en esa dirección. También hay un botón de Fuego para disparar, un botón para activar una bomba inteligente, un botón para encender el dispositivo de camuflaje de Inviso y un botón de hiperespacio que teletransporta al jugador a una posición aleatoria en el nivel, con el riesgo de explotar sobre rematerialización o materialización en un enemigo o un proyectil enemigo.

### El Stargate
Una característica central del campo de juego es el propio Stargate, representado por una serie de rectángulos concéntricos. La operación del Stargate depende de las condiciones actuales del juego.
Si un Lander está en el proceso de secuestrar a un Humanoid, volar al Stargate teletransportará la nave al lugar donde está siendo atacado el humanoide. Si se captura más de un humanoide, la nave será llevada al Lander más cercano a la parte superior de la pantalla. Si se está capturando un humanoide mientras un humanoide cae al suelo, la nave será llevada al humanoide que está cayendo al suelo. De lo contrario, al ingresar al Stargate se teletransportará la nave al lado opuesto del planeta.
Si la nave transporta al menos cuatro humanoides, entrar al Stargate "deformará" el juego por delante en varios niveles. Esto permite a los jugadores más avanzados saltar los niveles inferiores más fáciles y también obtener una gran cantidad de puntos, vidas extra, bombas inteligentes y energía inviso. La deformación solo se permite en los primeros 10 niveles y puede evitarse (si se desea) al volar al Stargate en reversa para que un jugador pueda continuar en el nivel actual.

## Broma interna
Stargate agrega varios enemigos nuevos a la alineación presentada originalmente en Defender. Los nombres de la mayoría de las nuevas creaciones se basan en chistes internos. La raza alienígena que se combate es conocida como "Irata", siendo el nombre del competidor de Williams Atari deletreado al revés. Uno de los otros enemigos nuevos también lleva el nombre de un competidor, "Yllabian Space Guppies"; Bally Midway fue un importante competidor con Williams en los mercados de videojuegos y pinball. Otro nuevo enemigo es el "Dynamo", que se divide en varios pequeños "Space Hums"; esto es en homenaje a la canción Dinah-Moe Humm de Frank Zappa. Tres recién llegados, "Phreds", "Big Reds" y "Munchies", se parecen vagamente a Pac-Man, un juego lanzado en los Estados Unidos por Bally.
La página Inmortales en las puntuaciones altas tiene valores predeterminados de fábrica que son demostrativos de información diversa. El puntaje más alto # 1 se mantiene por el ficticio "Phred Williams" con 102181 puntos, indicativo de la fecha de lanzamiento del juego del 21 de octubre de 1981. Las puntuaciones más altas # 2 y # 3 son "VID" y "KID", respectivamente, indicativas del estudio de desarrollo de software Vid Kidz. La calificación más alta # 6 se lleva a cabo por "LED", indicativo del cofundador de Vid Kidz, Lawrence E. DeMar. La puntuación más alta # 9 se lleva a cabo por "EPJ", indicativo del cofundador de Vid Kidz, Eugene Jarvis. Spot # 13 está en manos de "SSR", el legendario diseñador de pinball de Steve Ritchie, que había colaborado con Defender. Otros puntajes de Inmortal incluyen otros desarrolladores en el proyecto, como "SAM" en el # 7 para Sam Dicker y "PGD" en el # 12 para Paul Dussault.

## Ports
Los puertos de Stargate estaban siendo desarrollados para la consola Atari 5200  y la familia de computadoras Atari de 8 bits por el programador de Atari, Inc. Steve Baker en 1984. El juego también fue portado al Commodore 64, Apple II, y IBM PC.
En julio de 2000, Midway licenció Defender II, junto con otros juegos de Williams Electronics, a Shockwave para su uso en un applet en línea para demostrar el poder de la plataforma de contenido web Shockwave, titulado Shockwave Arcade Collection. La conversión fue creada por Digital Eclipse. Actualmente no está disponible de forma gratuita para ser reproducido dentro del applet shockwave.
El puerto Family Computer desarrollado por HAL (rebautizado como Star Gate, más tarde llamado Defender II para su lanzamiento en EE. UU.) parece estar relacionado con  Millipede (rebautizado como Milli-Pede, más tarde llamado Millipede para su lanzamiento en EE. UU.) y Joust ports, así como Mike Tyson's Punch-Out!!, todos los cuales fueron lanzados al mismo tiempo. En particular; el título jingle de Milli-Pede/Star Gate/Joust es casi idéntico, la música que se reproduce cuando comienza Star Gate es una versión más larga de la música de entrada del oponente dentro de '"Punch-Out!!, y la música que se reproduce durante la pantalla de intervalo de Star Gate entre las olas es lo mismo que la pantalla después de una pérdida en Punch-Out!!
Como Defender II, el juego está incluido en la compilación de 2012 Midway Arcade Origins.

## Otras apariciones
Una máquina Stargate se presenta en un episodio de la serie de comedia televisiva NewsRadio, en la que se hace referencia como "Stargate Defender". Eugene Jarvis, el creador del juego, tuvo un papel en el episodio como "Delivery Guy # 3".
Stargate también se ve en Supernatural, temporada 12 episodio 10, junto a la pared de un bar con temas de juego.
Stargate y su predecesor Defender se muestran como puntos de trama en el podcast Rabbits.